# Ніндзю
Ніндзю (яп. 仁寿 — ніндзю, «людяна довговічність») — ненґо, девіз правління імператора Японії з 851 по 854 роки.

## Порівняльна таблиця
| Роки Ніндзю             | 1    | 2    | 3    | 4    |
| Григоріанський календар | 851  | 852  | 853  | 854  |
| Китайський календар     | 辛未 | 壬申 | 癸酉 | 甲戌 |